# فرشید منافی
فرشید منافی زاده ۲۲ مرداد ۱۳۵۸ در تهران است. او دانشجوی انصرافی رشته مهندسی عمران (گرایش نقشه‌برداری) در دانشگاه آزاد تهران است. وی گوینده و برنامه‌ساز رادیویی ایرانی است. فرشید منافی از سال ۱۳۷۶ وارد رادیو شد و با بازیگری در نمایش‌های رادیویی کار خود را آغاز کرد و سپس از تابستان ۱۳۷۷ به‌طور حرفه‌ای گویندگی و برنامه‌سازی رادیویی را در رادیو جوان صدای جمهوری اسلامی ایران آغاز کرد. وی بیشتر در رادیو جوان (۷۶ تا میانه ۸۶) کار می‌کرد و علاوه بر آن در رادیو پیام (۷۸ تا ۸۵)، رادیو ایران (۷۶ تا ۸۴)، رادیو فرهنگ (۷۶ تا ۸۴) و رادیو ورزش (۷۸ تا ۸۰) برنامه اجرا می‌کرد.
شناخته‌شده‌ترین برنامه فرشید منافی در زمان کار وی در رادیو جوان برنامه «روی خط جوانی» بود. وی پس از طی یک سال دوره آموزش گویندگی فیلم در واحد دوبلاژ سازمان صدا و سیمای جمهوری اسلامی ایران رسماً عضو انجمن گویندگان و سرپرستان گفتار فیلم ایران شد و از همان سال کار خود را به‌طور حرفه‌ای آغاز کرد.
بین سال‌های ۸۱ تا ۸۵ فرشید در سریال‌های پرآوازه‌ای مانند جواهری در قصر، مدار صفر درجه، آتش‌نشانان و چندین فیلم سینمایی مانند کازینو رویال به صداپیشگی پرداخت. او هم‌اکنون در لس آنجلس ایالات متحده زندگی می‌کند و همکاری او با رادیو فردا در ۱۴ مارس ۲۰۲۴ به پایان رسید. فرشید پس از سال‌ها کار در رادیو به تلویزیون رفت. وی نخستین‌بار در سال ۱۳۸۴ در برنامه کوله‌پشتی به تلویزیون آمد و در شبکه سه و برنامه «صبح آمد» نیز برنامه اجرا کرد اما موفقیت چندانی نداشت و پس از ۵ ماه از سازمان صدا و سیما بیرون آمد.
فرشید منافی همچنین بین سال‌های ۱۳۷۶ تا ۱۳۸۳ در چند فیلم کوتاه دانشجویی و تلویزیونی به عنوان بازیگر و دستیار کارگردان و در چند قسمت از سریال تلویزیونی رؤیای سبز که از شبکه جام‌جم پخش شد به عنوان کارگردان هنری کار کرد.
وی توانست با بازی در فیلم‌سینمایی خواب زمستانی در سال ۱۳۸۶ در بیست و ششمین دوره جشنواره بین‌المللی فیلم فجر شرکت کند. وی به دلیل کسب نکردن موفقیت چندانی در فیلم خواب زمستانی، در فیلم‌های سینمایی دیگری نتوانست بازی کند.
فرشید منافی در ۷ فروردین ۱۳۸۹ به همراه همسرش از ایران خارج شد.
منافی در انیمیشن شرک گوینده لرد فارکواد بوده است.

## کارهای حرفه‌ای

### رادیو پس‌فردا
فرشید منافی از هشتم خرداد ۱۳۸۹ پنج روز در هفته برنامه طنز رادیو پس‌فردا را در رادیو فردا اجرا می‌کرد. این برنامه در ۶ فصل ادامه یافت و پس از پخش ۱۰۰۰ قسمت در نوروز ۱۳۹۵ پایان یافت.

### ایستگاه پنجشنبه
برنامه تازه منافی از ابتدای مهرماه ۱۳۹۵ آغاز شد. ایستگاه پنجشنبه هر هفته به صورت یک برنامه چهار ساعته زنده پخش می‌شود. موسیقی، فضای مجازی ایرانی و ارتباط با مخاطب محتوای اصلی برنامه را تشکیل می‌دهند.

### ایستگاه فردا
از یکم آذر ۱۳۹۶ ایستگاه پنجشنبه جای خودش را به یک برنامه دو روزه چهارشنبه و پنجشنبه به نام ایستگاه فردا داد. فرشید منافی توانایی ویژه‌ای در تغییر صدا و اجرای چندین شخصیت متفاوت در برنامه‌های رادیویی را دارد.

## جوایز
شامگاه چهارشنبه ۲۱ آبان ۱۳۹۰ به وقت لندن، مراسم اهدای جوایز انجمن رسانه‌های بین‌المللی برگزار شد و طی آن، فرشید منافی از رادیو فردا جایزه شخصیت رادیویی سال را از آن خود کرد. او در این بخش با دو نفر دیگر، استیو اِمبر از صدای آمریکا و محمد مؤَود از رادیو سوا رقابت می‌کرد.
فرشید منافی اوایل سال ۱۳۹۰ نیز دو جایزه «بهترین مجری رادیویی» و «بهترین برنامه گفتار محور روزانه رادیویی» را در جشنواره نیویورک از آن خود کرده بود.
رسانه‌ها و برنامه‌سازان چندین کشور از جمله استرالیا، فرانسه، آلمان، هند، ایالات متحده آمریکا، نیجریه، قطر، روسیه، و آفریقای جنوبی برای دریافت جوایز انجمن رسانه‌های بین‌المللی در ۱۶ رشته با یکدیگر رقابت می‌کردند.
در نوامبر ۲۰۱۱ انجمن پخش بین‌المللی "AIB" جایزه «شخصیت بین‌المللی رادیویی سال» را به فرشید منافی، تهیه‌کننده و اجراکننده برنامه طنز «رادیو پس‌فردا» اهدا کرد.